# Paraperipatus
Paraperipatus is een geslacht van fluweelwormen (Onychophora) uit de familie Peripatopsidae. De soorten uit dit geslacht komen voor op Nieuw-Guinea en omliggende eilanden.

## Voorkomen
Het verspreidingsgebied van het geslacht Paraperipatus beslaat Nieuw-Guinea, de Molukken en de Bismarck-archipel. 

## Soorten
Het geslacht omvat de volgende soorten:
- Paraperipatus ceramensis (Muir & Kershaw, 1909) - Ceram
- Paraperipatus keiensis (Horst, 1923) - Kei-eilanden
- Paraperipatus novaebritanniae (Willey, 1898) - Nieuw-Brittannië
- Paraperipatus papuensis (Sedgwick, 1910) - Irian Jaya
- Paraperipatus lorentzi (Horst 1910) - Irian Jaya
- Paraperipatus vanheurni (Horst, 1922) - Irian Jaya